# Капитуляция Эстляндии и Лифляндии
Присоединение шведских владений в Прибалтике к России произошло в ходе Северной войны.
Лифляндское дворянство и город Рига капитулировали 4 (15) июля 1710 года, Пярну — в августе того же года, эстляндское дворянство и город Ревель — 29 сентября (10 октября). Россия сохранила на присоединённых землях местное самоуправление и традиционные привилегии дворян и бюргеров, не были ущемлены в правах и приверженцы лютеранской религии.

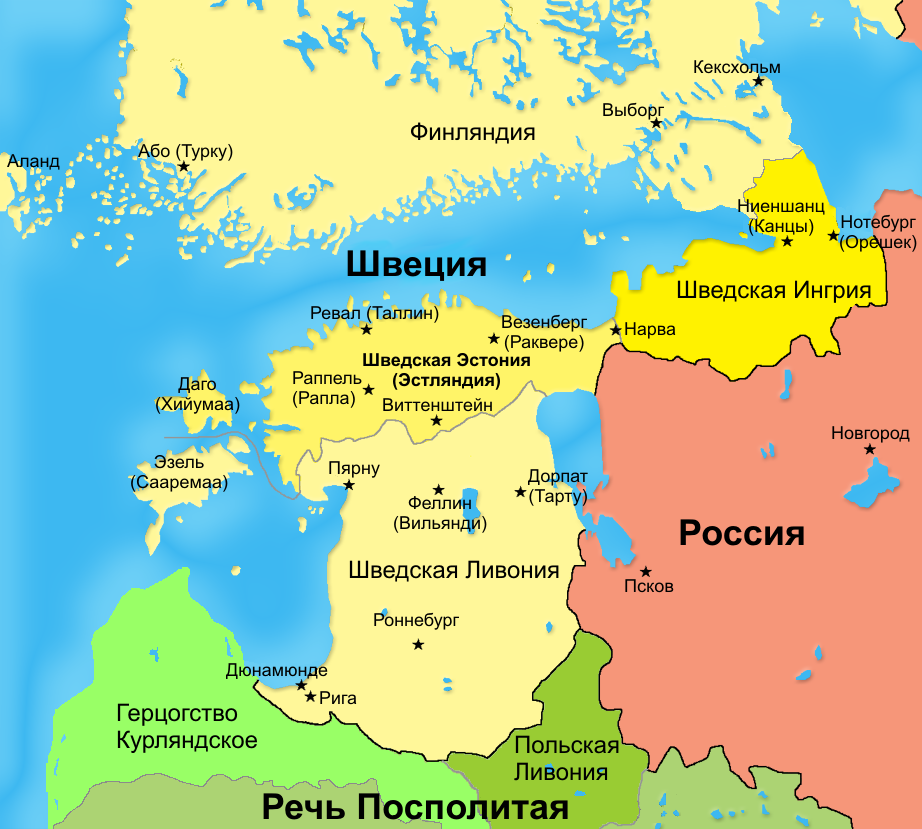
Карта балтийских провинций Швеции

Ништадтский мирный договор (1721) закрепил Эстляндию и Лифляндию за Россией. Присоединение прибалтийских провинций означало начало могущества России и конец шведского доминирования на Балтике. Прибалтийские провинции сохраняли свой особый статус в составе России до начала XIX века.

## Предпосылки
Шведские владения в Прибалтике образовались в результате раздела земель Ливонского ордена. Первым владением стала Шведская Эстляндия (1561). К 1621 году Швеция захватила принадлежащее Речи Посполитой Задвинское герцогство, где региональную элиту составляли балтийские немцы. Польский король немецкого происхождения Август Сильный планировал вернуть себе часть своих бывших владений и заключил с Петром I Преображенский союзный договор (1699). Начало Северной войны складывалось для союзников неудачно. Под Нарвой русская армия потерпела поражение (1700), неудачей закончилась и первая осада Риги (1700). После ухода большинства шведской армии русские войска смогли перегруппироваться и захватить большую часть прибалтийских провинций; в 1710 году пали опорные крепости Рига, Ревель и Пернов. К этому времени основная часть шведских войск была разбита в Полтавской битве (1709), прибалтийские провинции были разорены изнурительной войной и эпидемией чумы, а у стен Риги уже стоял сам Пётр I.

## Условия
Россия в значительной степени сохранила права и привилегии местного населения, особенно свободу протестантского вероисповедания, таким образом гарантируя этим землям экономическую, административную, социальную и культурную автономию. Права и привилегии датировались со времён Тевтонского ордена, а в Эстляндии — Датского права. Снижение этих привилегий в Швеции было обусловлено высылкой лифляндской знати, и их представитель Иоганн Рейткольд Паткуль успешно добивался предлога для войны против Швеции, что гарантировало лояльность местной элиты, которая в большинстве свирепо сопротивлялась завоеванию русского царя. Условия капитуляции распространялись исключительно на прибалтийских немцев-бюргеров и знать, права эстонского и латышского населения не оговаривались.
Было подтверждено местное законодательство и управление, в результате чего многие шведские законы и указы продолжали действовать и под властью России. Например, в 1777 году в Ревеле был опубликован неполный список по-прежнему действующих 122 шведских указов, а шведское церковное предписание было заменено лишь в 1832 году.
Капитуляция Эстляндии и Лифляндии нарушала претензии Августа Сильного, гарантированные ему Преображенским договором и пересмотренные Торуньским договором. Когда союзники этими договорами разделили шведские территории, Августу полагалась Лифляндия. Игнорируя требования Герхарда Иоганна фон Лёвенвольде о необходимости соблюдения договорных обязательств, Борис Шереметев провёл присягу лифляндцев Петру I. Лёвеневольде, ранее служивший Августу Сильному, был назначен российским пленипотенциарием (главноуполномоченным) в Лифляндии и Эстляндии и занимал эту должность до 1713 года.

## Последствия
Швеция признала потерю своих владений в Прибалтике в 1721 году (Ништадтский мир). Её разведка работала на оккупированных территориях и допрашивала беглецов из этих провинций в Швецию. В 1711 и 1712 годах шведские военные моряки делали несколько высадок на побережье Эстляндии, сжигали деревни и поместья. В это же время были запланированы другие экспедиции, включая нападение на остров Эзель в 1711, предшествующее подходу всех шведских войск, дислоцированных в Финляндии, но эти планы не были реализованы. Последний план возвращения балтийских провинций, также не реализованный, был разработан в 1720 году. Русская администрация под командованием Бориса Шереметева запретила местному населению поддерживать связь со Швецией.
30 августа 1721 года Ништадтский мирный договор подтвердил приобретение прибалтийских провинций Россией в пунктах IX, X, XI и XII. Швеция «навсегда» отказалась от них и исключила их упоминание из королевского титула. Пётр, наоборот, сменил титул с царя на император, с поправками «князь Лифляндский, Эстляндский и Карельский». Однако в течение века шведы не раз делали попытки повторно захватить эти земли, имевшие для них важное значение, но ни одна попытка не увенчалась успехом. 
Окончательно Прибалтика вошла в состав России 15 апреля 1795 году, после присоединения Курляндии и Литвы во время третьего раздела Речи Посполитой.

Приобретение Эстонии в 1561 году, стало первым шагом европейского величия Швеции, а потеря балтийских провинций в 1710 (1721) означала возвращение Швеции во второй разряд державной мощи. — 
Ко всему прочему, присоединение Россией Эстляндии и Лифляндии означало появление в России нового класса знати — прибалтийских (остзейских) немцев, которые в течение всего столетия занимали важные государственные должности в Российской империи. После петровского завоевания землям гарантировался немецкий язык в качестве официального, Екатерина II сделала русский вторым государственным. Прибалтийские провинции сохраняли особый статус до начала осуществления политики русификации в 1840-е годы.